# Принц Вранє
Стефан Здравкович (серб. Стефан Здравковић, нар. 29 вересня 1993 року), професійно відомий як Принц Вранє (серб. Принц од Врање) або просто Принц — сербський співак і музикант. Після перемоги на Pesma za Evroviziju 25 він представлятиме Сербію на Пісенному конкурсі Євробачення 2025 з піснею «Mila».

## Біографія
Стефан Здравкович народився у Вранє, а з 2002 року проживає в Белграді. Він був чемпіоном Сербії та віцечемпіоном з карате, а також виступав за національну збірну. У старшій школі, у віці 15 років, почав займатися музикою, заснувавши гурт Šesta Žica разом із друзями. За фахом Здравкович філолог, закінчив кафедру скандинавських мов, літератури та культури (норвезька мова) на філологічному факультеті Белградського університету.

## Кар'єра
Принц співає, грає на гітарі та ударних. З 2016 року він є вокалістом гурту Sisyphus. У 2020 році він отримав головну роль у рок-опері «Jesus Christ Superstar» Ендрю Ллойда Веббера й Тіма Райса, організованій Культурним центром Студентського міста.
Він брав участь у багатьох фестивалях, зокрема Слов'янському базарі в Білорусі. Принц став переможцем Міжнародного музичного конкурсу River Notes у Болгарії та здобув перемогу на одному з найбільших музичних фестивалів на Мальті. Крім цього, він також виступав на фестивалях у Казахстані, Литві, Італії та Іспанії. У 2021 році Принц взяв участь у шоу «Гласат на Болгарія» (болгарська версія «The Voice»), де з-поміж 4 000 учасників увійшов до 12 найкращих (півфіналу).
Принц є автором пісні «Lepo moje Vranje», яку виконав його друг Джордже Попович.

### Pesma za Evroviziju
14 січня 2022 року було оголошено, що Принц став одним із тридцяти шести учасників, відібраних для Pesma za Evroviziju ’22, національного відбору Сербії на Євробачення. Однак 19 січня він оголосив про вихід із конкурсу через конфлікт із авторкою пісні Леонтиною щодо композиції «Ljubi svog čoveka». Замість нього пісню виконала Тіяна Дапчевич, яка представляла Північну Македонію на Євробаченні 2014, але вже у зміненій версії під назвою «Ljubi, ljubi doveka».

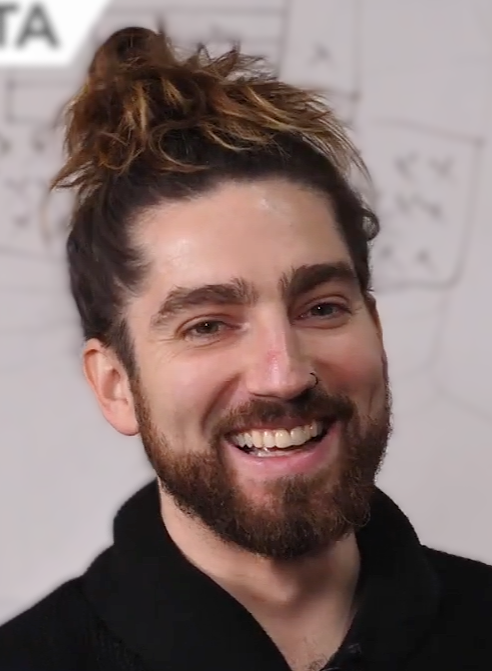
Принц у 2023 році

Наступного року, у 2023-му, було оголошено, що Принц візьме участь у Pesma za Evroviziju ’23 з піснею «Cvet sa istoka», написаною Душаном Бачичем й аранжованою Деяном Ніколичем. Згідно з опублікованими результатами голосування, Принц отримав найбільшу кількість голосів від глядачів як у півфіналі, так і у фіналі. Однак у підсумковому заліку, де враховувалися голоси журі, він посів друге місце, поступившись Люку Блеку.
У грудні 2024 року було оголошено, що Принц стане учасником Pesma za Evroviziju ’25 з піснею «Mila». 28 лютого 2025 року він здобув перемогу в конкурсі й представлятиме Сербію на Євробаченні 2025 у Базелі, Швейцарія.